# Felip Solé i Olivé
Felip Solé i Olivé (Barcelona, 1880 - Barcelona, 1947) fue un pedagogo y político español, padre de Lluís Solé i Sabarís y Felip Solé i Sabarís, y abuelo de Oriol Solé Sugranyes.

## Biografía
Fue profesor en Gavà hasta que ganó la cátedra de pedagogía del Instituto de Lérida. En Lérida, promovió la creación de la Escuela normal de Magisterio, de la cual  fue director varias ocasiones. Cuando en enero de 1934  fue nombrado director en sustitución de la directora Josefa Úriz Pino, que  fue cesada, los alumnos hicieron una huelga de 48 horas, promovida entre otros por Dolors Piera i Llobera y Josefa Reimundi, en protesta por este cambio.
Fue autor, entre otros, de “Ortografía Catalana” (1922), destinada a la enseñanza primaria, y de varias obras de pedagogía. Militó en la Liga Regionalista, donde llegó ser presidente de la demarcación de Lérida dos veces. Como activista cultural, luchó por la modernización cultural de la Lérida de su tiempo, y elaboró, desde las páginas de Vida Lleidatana, un programa para la modernización de la cultura catalana en Lérida y para difundir los valores ligados a la tradición literaria de Ponente.
Fue ponente por las comarcas de Lérida durante los trabajos de la División territorial de Cataluña de 1936 donde defendió la creación de la comarca del Medio Segre, que no prosperó.